# 新加坡美术馆
新加坡美术馆（英語：Singapore Art Museum，縮寫為：SAM）是一座位于新加坡中心區的美术馆。它是新加坡第一個完全專注在當代視覺藝術到博物館，擁有世界上最重要的本地、東南亞和東亞藝術家的公共收藏之一。經常與國際藝術博物館合作，共同策劃當代藝術展覽。
新加坡美术馆在多個展間展示藝術品，例如在丹戎巴葛的歷史建築群和新加坡的其他合作場所。文物建築位於兩個相鄰的地點。可追溯至1955年，位於勿拉士峇沙路的主樓前聖約瑟夫學院；以及第二座位於皇后街的前天主教高中，現被稱為「SAM at 8Q」的建築物中。博物館於2011、2013、2016、2019年舉辦了新加坡雙年展，並將在 2022 年繼續舉辦。

## 历史
馆址原先是一座19世纪传教士学校前圣约瑟书院，即使改建修复也保留原有教堂等建筑物，1996年1月20日正式对外开放。2011年、2013年、2016年、2019年是新加坡双年展的组织者。

## 画廊

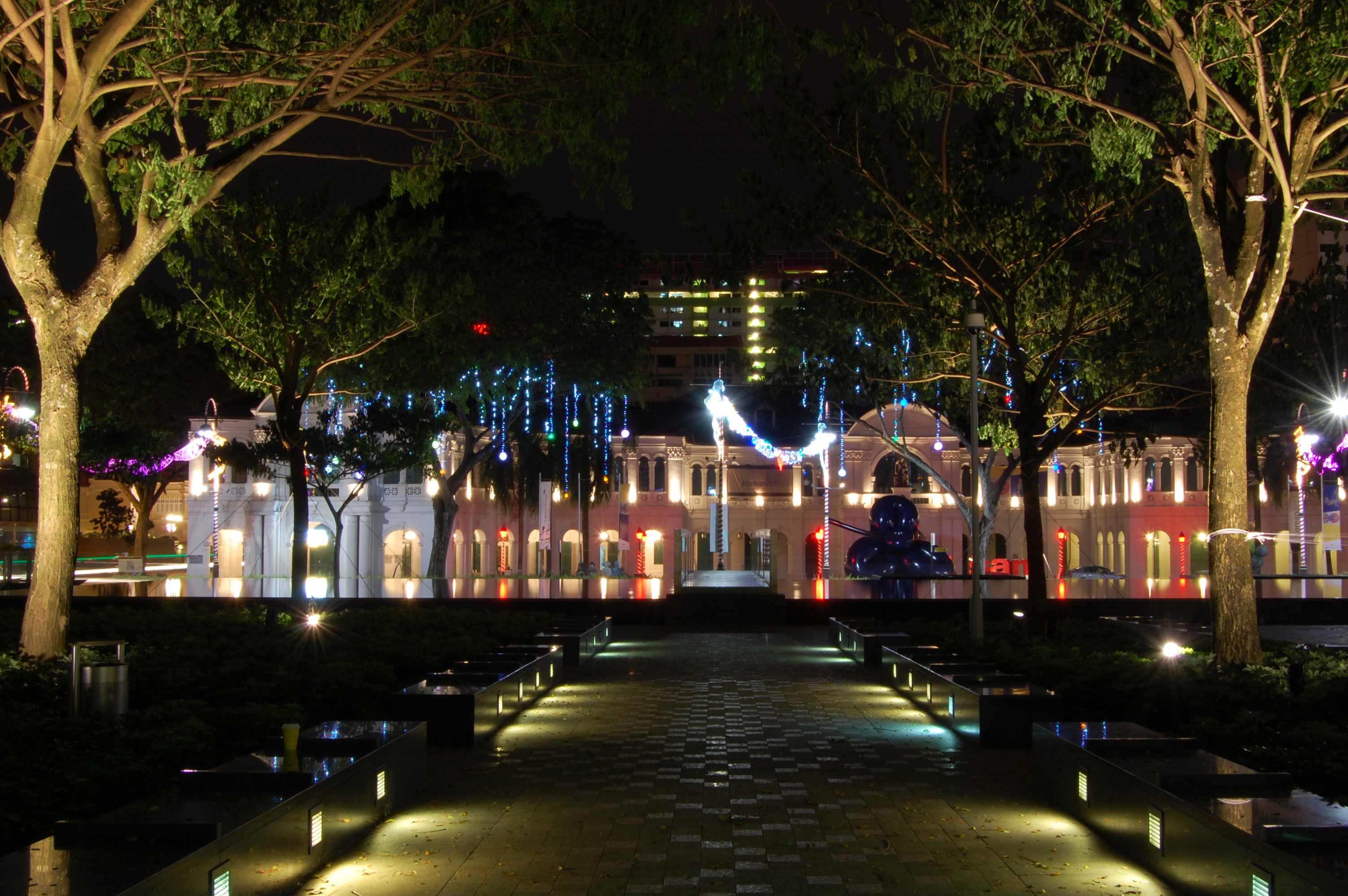
夜景
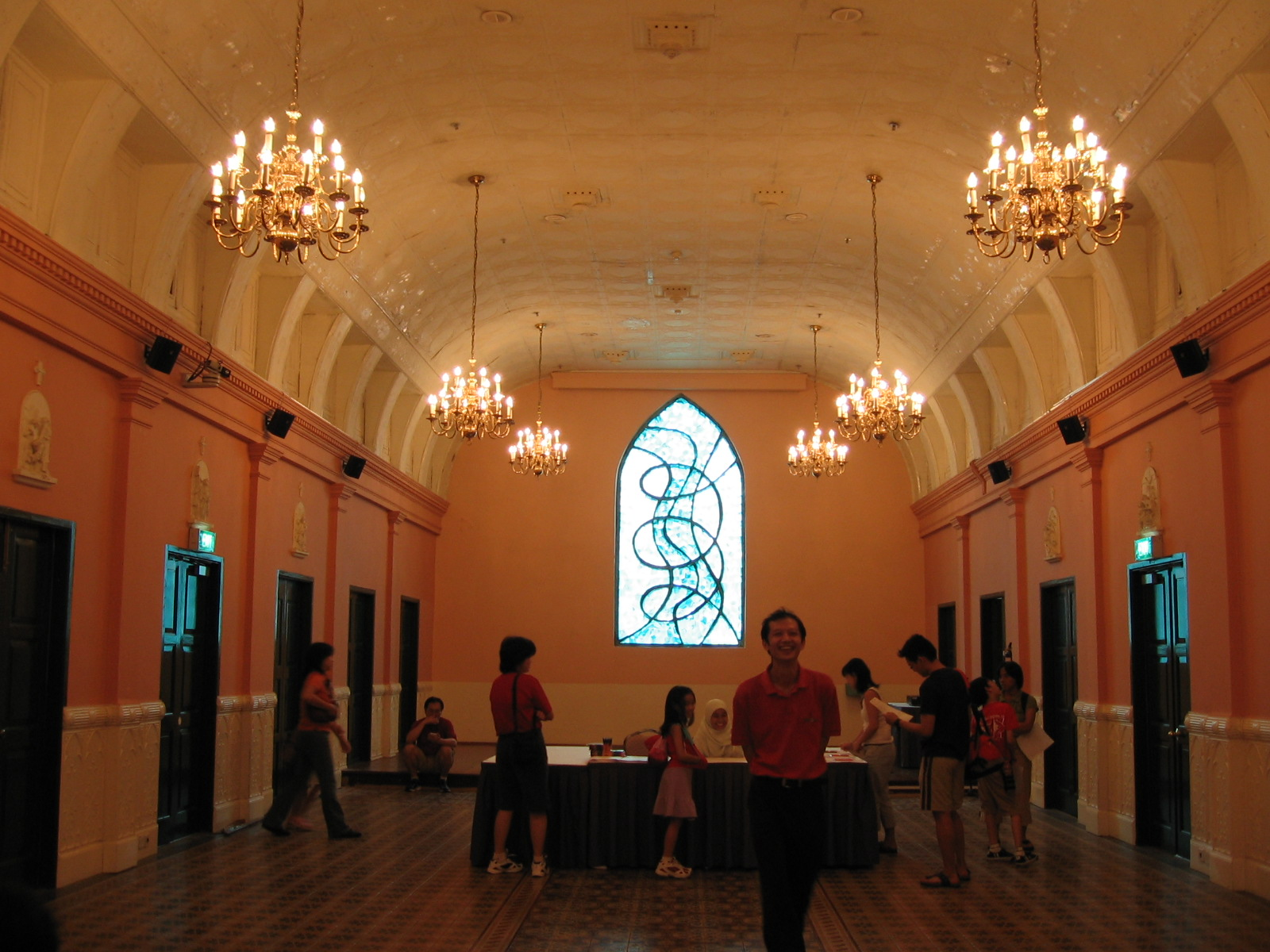
内廷
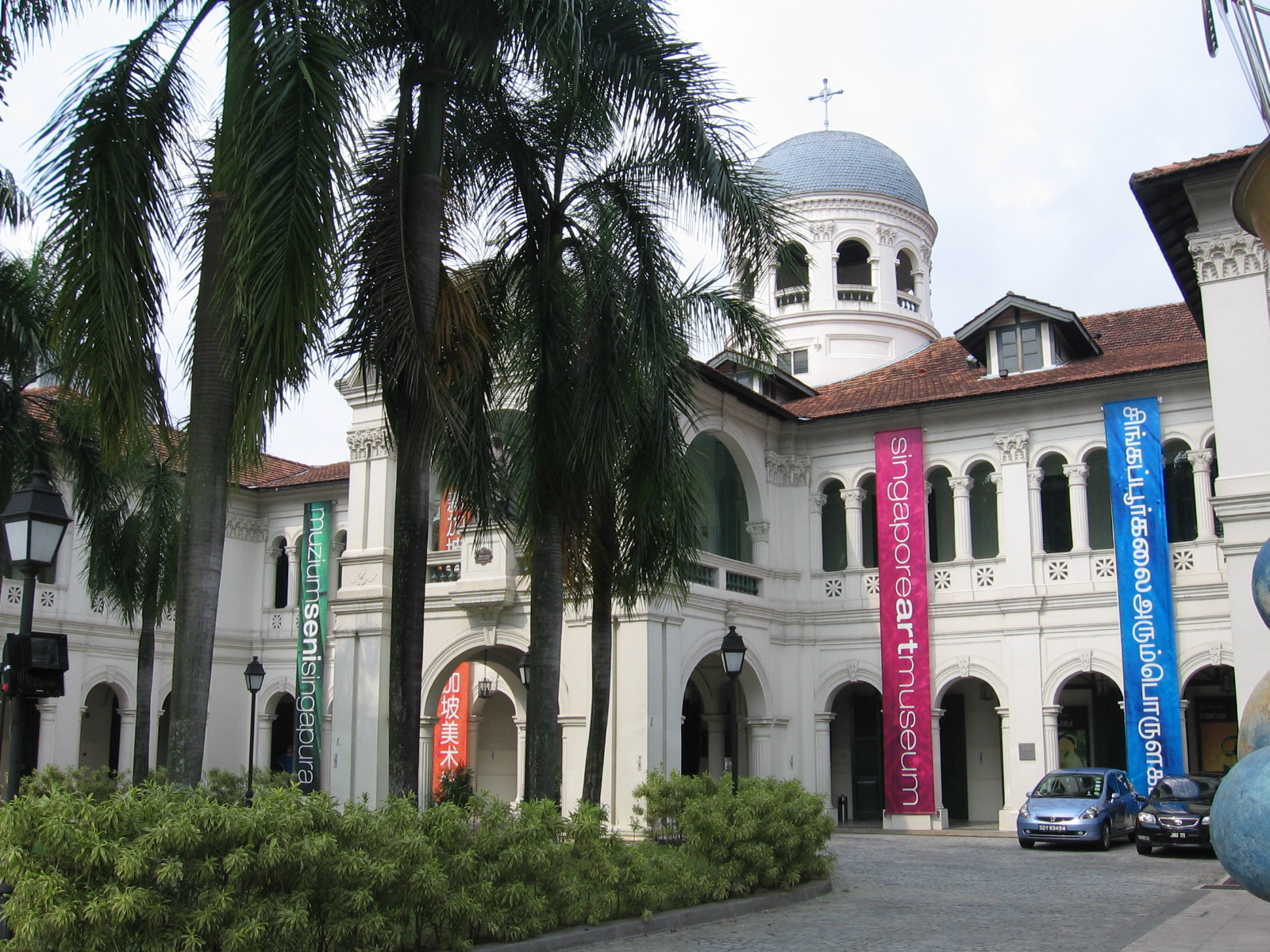
大门处
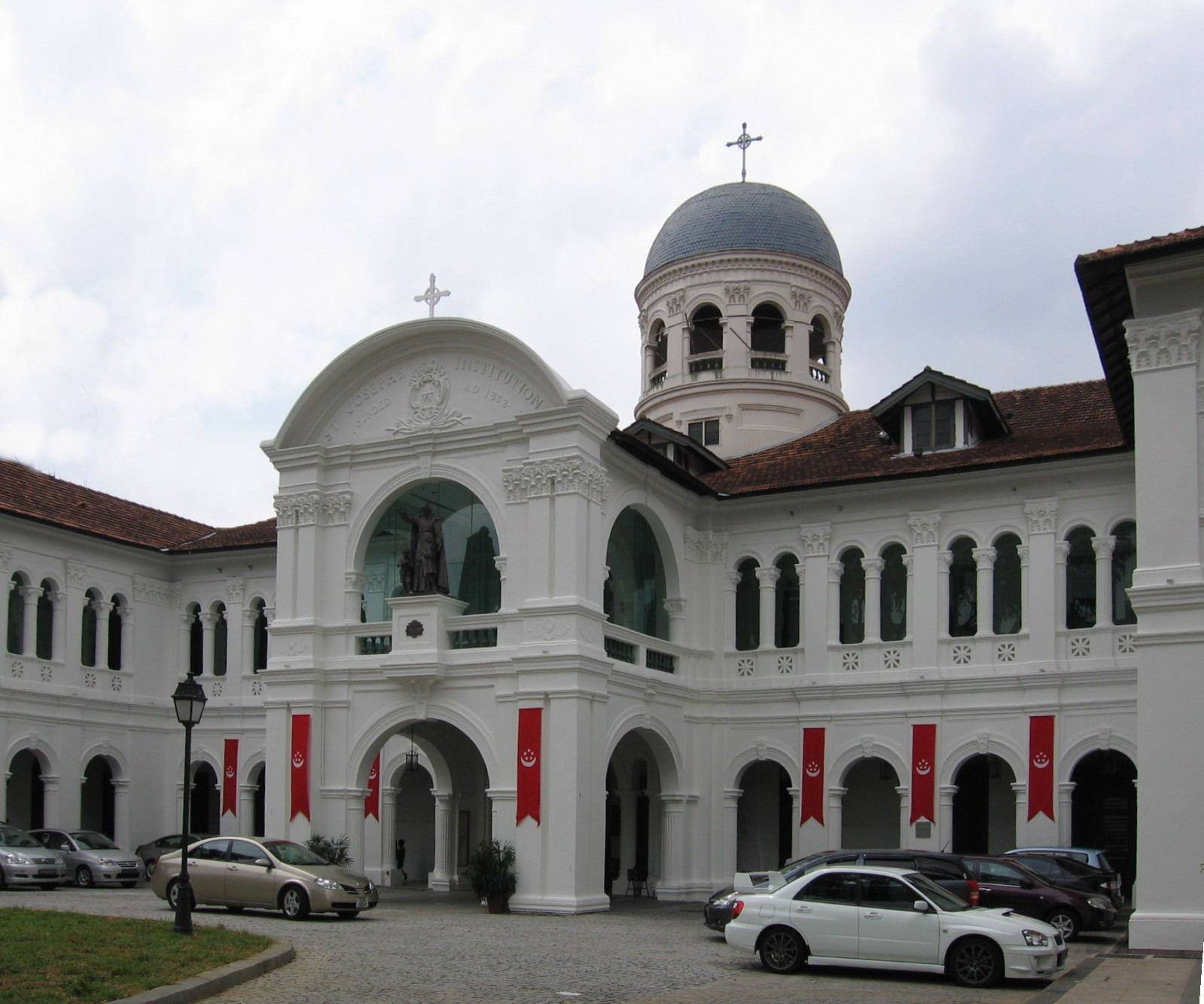
大门处